# Lista de nomes bíblicos começando com G
Esta é uma lista de nomes bíblicos começando com G, ou seja, uma lista contendo os nomes de personagens bíblicos, históricos ou não, cujo nome comum se inicie pela letra "G".
- Gaetã
- Geter
- Gideão
- Gileade
- Gomer
- Golias
- Geazi

## Gaã
Gaã foi um filho de Naor e sua concubina Reumá (Gênesis 22:24).

## Gabriel
Gabriel (em hebraico גַּבְרִיאֵל, no hebraico moderno Gavriʼel, no hebraico tiberiano Gaḇrîʼēl; em latim Gabrielus; em grego Γαβριήλ, transl. Gabriēl; em árabe جبريل, trans. Jibrīl ou جبرائيل, transl. Jibrail; todos do aramaico Gabri-el, "homem forte de Deus") é, nas religiões abraâmicas, um anjo que serve como mensageiro de Deus. (Daniel 9:24-26, Lucas 1:19).

## Gade
Gade ou Gad (em hebraico: גד, transl. Gad, "sorte") foi, de acordo com o Livro de Gênesis, o sétimo filho de Jacó, primeiro dele com Zilpa, e o fundador da tribo israelita de Gade. O texto da Torá discute que o nome de Gade ("sorte", "fortuna" em hebraico) derivaria de uma raiz que significa "dividiu fora"; a literatura clássica rabínica discute que o nome seria uma referência profética ao maná; isso recorre originalmente a uma deidade adorada pela tribo.

## Gera
Gera (em hebraico: גרא) é o quarto dos dez filhos de Benjamim, descrito em Gênesis 46:21.
- Gera também é o nome do pai de Simei (2 Samuel 19:16)
- Gera também é o nome de dois dos filhos de Bela (veja acima), fazendo com que ambos fossem sobrinhos do primeiro Gera. (1 Crônicas 8:3, 1 Crônicas 8:5)
- Gera também é o nome do pai de Eúde, uma "benjamita, homem canhoto" (Juízes 3:15).

## Guni
Guni era um filho de Naftali, segundo Gênesis 46:24 e Números 26:48. Ele foi uma das 70 almas que migraram para o Egito com Jacó.